# Mundo (Fußballspieler)
Mundo, bürgerlich Edmundo Suárez Trabanco (* 22. Januar 1916 in Barakaldo; † 14. Dezember 1978), war ein spanischer Fußballspieler (Sturm).
Er spielte hauptsächlich für den FC Valencia und ist bis heute klubintern der Spieler, der in der Primera División die meisten Treffer erzielte. In der Liste der besten Torjäger überhaupt in der Geschichte der Liga belegt er den zehnten Rang.

## Vereinskarriere
Mundo stammte aus dem Baskenland, in seiner Jugend spielte er bei verschiedenen kleineren Klubs. Mit 19 schließlich ging er zum großen baskischen Verein Athletic Bilbao. Dort kam er in der Saison 1935/36, in der Athletic Meister wurde, nicht zum Einsatz.
Wahrscheinlich hätte er bei Athletic weiter gespielt und sich weiter ins Team gespielt, aber dann brach im Juli 1936 der Spanische Bürgerkrieg aus. Er versuchte so gut es ging dem Krieg zu entgehen, spielte zunächst in Logroño. Als die Stadt an die Putschisten fiel, zog es ihn in die Nähe von Valencia. Hier blieb er bis Kriegsende.
Nach dem Bürgerkrieg versuchten alle Klubs möglichst schnell wieder zur Normalität zurückzukehren. Der FC Valencia wurde auf Mundo aufmerksam und verpflichtete ihn ohne größere Widerstände aus Bilbao. Der Verein würde für die nächsten elf Jahre seine Heimat sein. Gleich in der ersten Saison nach dem Krieg 1939/40 zeigte er sein Potential, als er 14 Treffer erzielte. Weil sein Team am Ende nur Achter wurde (von zwölf Klubs), wäre die Mannschaft ohne ihn sicher abgestiegen.
Doch nach diesem schwachen Start begann die Glanzzeit des Vereins, der spanische Fußball der 1940er Jahre war geprägt von den Valencianern. Schon in der folgenden Saison deutete sich der Höhenflug an, als Platz drei im Endklassement erreicht wurde. In der Torjägerliste wurde Mundo Zweiter, obwohl er beachtliche 21 Tore in 22 Spielen erzielte. 1941/42 wurde er endlich Torschützenkönig (27 Tore in 25 Partien). Zudem wurde Valencia Meister, mit überlegenen sieben Punkten Vorsprung und 85 Treffern in 26 Spielen. Die Quote mehr Tore zu erzielen als Spiele bestritten zu haben wiederholte Mundo im darauf folgenden Jahr, sein Klub aber stürzte auf Platz sieben ab.
Auch 1943/44 erzielte er mehr Tore als Partien und wurde zum zweiten (und letzten) Mal Torschützenkönig. Valencia gewann die zweite Meisterschaft, die dritte folgte 1946/47. In den beiden folgenden Saisons sprangen noch zwei Vizemeisterschaften heraus.
Im Copa del Rey spielte Valencia oft sehr unbeständig. 1941 gelang der Pokalsieg, beim 3:1-Sieg im Finale gegen Espanyol Barcelona glückten Mundo zwei Tore. In den Jahren 1944–46 war es für Valencia und Mundo wie verhext: In diesen drei Saisons hintereinander brachte das Team das „Kunststück“ fertig, dass es das Cupfinale stets verlor.
Gegen Ende seiner Zeit in Valencia aber, 1949, gelang der zweite Pokaltriumph, bei dem Mundo noch auf dem Feld stand.
Der Stürmer war dabei bis 1948 immer der beste Torschütze seines Teams und landete im Kampf um den Titel des Pichichi immer weit vorne. 1949/50 spielte er nur noch sechs Mal und merkte, dass er in Valencia mit seinen nunmehr 34 Jahren keine Perspektive haben würde. Inzwischen war eine neue Generation von Spielern angetreten und die alte Garde trat langsam ab.
Mundo ging zur Saison 1950/51 noch für eine Saison zum Aufsteiger CD Alcoyano. In dieser, bis heute letzten Erstligasaison des Klubs, bot Mundo noch einmal passable Leistung, erzielte 9 Tore in 21 Spielen und wurde bester Torschütze seines Teams. Alcoyanos teils desaströse Leistungen konnte er damit aber nicht beschönigen, u. a. gingen 10 Auswärtsspiele in Folge verloren. Mit sieben Toren Differenz ging Alcoyano etwa bei Real Madrid, dem FC Sevilla und Athletic Bilbao unter. Ganze 16 Punkte fehlten am Ende zum ersten Nichtabstiegsplatz. Mundo trat endgültig ab.

## Nationalmannschaftskarriere
Seine Karriere im Nationalteam war vergleichsweise kurz: Er kam auf drei Einsätze, verteilt auf lediglich vier Monate. Das erste Mal stand er für Spanien am 28. Dezember 1941 gegen die Schweiz auf dem Feld. Die Iberer gewannen 3:2, Mundo schoss dabei zwei Tore und wurde wohl auch deshalb im März 1942 gegen die Frankreich erneut ins Team berufen. Er traf erneut, Spanien siegte glatt mit 4:0.
Schon die dritte Partie war aber seine letzte im Nationaldress: Spanien trat im Berliner Olympiastadion gegen Deutschland an. Mundo erzielte keinen Treffer, Endstand war ein 1:1. Angeblich aber sprachen sich bei dieser Partie vorher die politischen Führer der beiden Staaten für ein Unentschieden aus, um in dieser Phase, als Deutschland mitten im Krieg stand und Spanien wirtschaftlich am Boden lag, die Menschen in den Ländern nicht zu entmutigen.
Bei einem Spieler von Mundos Niveau überrascht es, dass er nur drei Partien absolvierte. Doch die folgende Partie, zu der er nicht berufen wurde, gegen Italien endete 0:4 und Franco sperrte das spanische Team für drei Jahre, um nicht noch mehr solcher Niederlagen zu sehen.

## Trainerkarriere
In der Saison 1958/59 trainierte er Sporting Gijón, wurde jedoch nach 23 von 30 Spieltagen beurlaubt, Sporting stieg am Ende ab. In der nächsten Saison trainierte er für 15 Spiele Real Saragossa. Das Team steckte in schweren Abstiegsnöten und lag auf Platz 14. Mundo konnte den Abstieg verhindern, Saragossa stand am Ende der Saison auf Platz 11, jedoch verließ Mundo den Klub gleich wieder.
Als „sein Klub“, der FC Valencia, in der Saison 1963/64 im Abstiegskampf steckte, verpflichtete er die Legende als Trainer. Es gelang der souveräne Klassenerhalt, die Saison endete mit Platz sechs, und Mundo blieb (mit Ausnahme der Saison 1965/66) für die nächsten Saisons in Valencia. Auch die folgenden Jahre waren dabei passabel, es wurden die Plätze vier, sechs und nochmals vier erreicht.
1967 gelang der Mannschaft der Einzug in das Pokalfinale, das mit 2:1 gegen Athletic Bilbao in Madrid gewonnen wurde. So gelang Mundo auch der Pokalsieg als Trainer.
Überraschend wurde er in der Saison 1968/69 nach nur fünf Spielen entlassen. Er beendete damit auch seine Trainerkarriere und setzte sich zur Ruhe.

## Titel

### Als Spieler
- Spanischer Meister: 1942, 1944, 1947
- Spanischer Pokalsieger: 1941, 1949
- Pichichi-Trophäe: 1942, 1944

### Als Trainer
- Spanischer Pokalsieger: 1967